# Шибайголова: Народжений наново
«Шибайголова: Народжений наново» (англ. Daredevil: Born Again) — майбутній американський телесеріал, створений Меттом Корманом і Крісом Ордом для стрімінгового сервісу Disney+ на основі героя коміксів Marvel Шибайголова. Проєкт стане частиною медіафраншизи Кінематографічний всесвіт Marvel (КВМ), розробленим Marvel Studios, а також другим серіалом для однойменного персонажа після "Шибайголова" (2015—2018). Метт Корман і Кріс Орд виступлять головними сценаристами, а Майкл Куеста — одним із режисерів. Продюсуванням займеться компанія 20th Television.
Чарлі Кокс повторить роль Метта Мердока / Шибайголови з серіалу Marvel від Netflix і попередніх проєктів Marvel Studios. Розробка серіалу розпочалася у березні 2022 року, а у травні стало відомо про участь Кормана та Орда. Назва проєкту та кількість епізодів були оголошені у липні. Основні знімання розпочнуться у 2023 році у Нью-Йорку.
Серіал вийде у 2025 році та складатиметься з двох частин по дев'ять епізодів. Проєкт стане частиною п'ятої фази КВМ.

## Актори та персонажі
- Чарлі Кокс — Метт Мердок, сліпий адвокат з Пекельної кухні в Нью-Йорку, який веде подвійне життя як лінчувальник у масці. До повернення до ролі в «Народженому наново» Кокс брав участь у фільмі «Людина-павук: Немає шляху додому» (2021) та серіалі Disney+ «Жінка-Халк: Адвокат» (2022), оскільки у нього була можливість "трохи повеселитися і дати Мердоку можливість взаємодіяти з персонажами, яких не було в серіалі від Netflix, в той час, як «Народжений наново» «задав свій власний тон і дозволив дослідити та розкрити перспективи персонажа в Нью-Йорку». До жовтня 2022 року Кокс вже почав готуватися до ролі, зосередившись на тренуваннях зі змішаних бойових мистецтв, маючи намір зобразити Мердока як практиканта різних стилів бою, які він може змінювати залежно від конкретного супротивника, замість того, щоб бути різнобічним бешкетником.
- Вінсент Д'Онофріо — Вілсон Фіск / Кінґпін: Впливовий бізнесмен і кримінальний авторитет.
- Аєлет Зурер — Ванесса Маріанна-Фіск: Дружина Вілсона, яка очолила його кримінальну імперію після того, як їх роз'єднали, що призвело до напруженості у відносинах між ними.
- Джон Бернтал — Френк Касл / Каратель: Лінчувальник, який бореться зі злочинністю будь-якими необхідними засобами, хоч би якими смертельними були результати. Бернтал повертається до своєї ролі з серіалів Netflix «Шибайголова» та «Каратель» (2017—2019).
- Маргарита Левієва — Хезер Гленн: Любовний інтерес Мердока.
- Дебора Енн Уолл — Карен Пейдж
- Елден Генсон — Франклін "Фоггі" Нельсон: Кращий друг і партнер-адвокат Мердока
- Вілсон Бетел — Бенджамін "Декс" Пойндекстер: Колишній агент ФБР і психопат, здатний використовувати практично будь-який предмет смертоносного снаряда. Раніше він видавав себе за Шибайголову за вказівкою Фіска, поки Фіск не зламав йому спину.
- Забріна Гевара — Шейла Рівера
- Ніккі М. Джеймс — Кірстен Макдаффі: Помічник окружного прокурора Нью-Йорка
- Джіннея Уолтон — Б. Б. Уріх: Молода журналістка
- Арті Фрушан — Бак Кешман
- Кларк Джонсон — Черрі: Відставний офіцер поліції Нью-Йорка, який працює з Мердоком. Джонсон змоделював свого персонажа на основі персонажа Роя Шайдера у фільмі «Французький зв'язковий» (1971).
- Майкл Гандольфіні — Деніел Блейк: Протеже Фіска
- Камар Де Лос Реєс — Гектор Аяла / Білий тигр
- Мохан Капур[en] — Юсуф Хан: помічником менеджера банку в New York Mutual. Батько Камали Хан / Міз Марвел
- Тоні Далтон — Джек Дюкейн / Мечник
- Хантер Дуен —  Бастіан Купер / Муза

## Епізоди
| Сезон | Епізоди | Епізоди | Оригінальний показ | Оригінальний показ |
| Сезон | Епізоди | Епізоди | Перший показ       | Останній показ     |
| ----- | ------- | ------- | ------------------ | ------------------ |
| 1     | 9       | 9       | 4 березня 2025     | 15 квітня 2025     |
| 2     | 8       | 8       | 2026               | Буде оголошено     |

### Сезон 1 (2025)
| № серії | Назва серії                                       | Режисер(и)                    | Сценарист(и)                      | Оригінальна дата виходу |
| ------- | ------------------------------------------------- | ----------------------------- | --------------------------------- | ----------------------- |
| 1       | «Пів години раю» «Heaven's Half Hour»             | Аарон Мурхед і Джастин Бенсон | Даріо Скардапейн                  | 4 березня 2025          |
| 2       | «Оптика» «Optics»                                 | Майкл Куеста                  | Метт Корман і Кріс Орд            | 4 березня 2025          |
| 3       | «Впадина його руки» «The Hollow of His Hand»      | Майкл Куеста                  | Джилл Бланкеншип                  | 11 березня 2025         |
| 4       | «Так завжди тиранам» «Sic Semper Systema»         | Джеффрі Начманофф             | Девід Файгі и Джессі Вігатоу      | 18 березня 2025         |
| 5       | «З інтересом» «With Interest»                     | Джеффрі Начманофф             | Грейнн Годфрі                     | 25 березня 2025         |
| 6       | «Надмірна сила» «Excessive Force»                 | Девід Бойд                    | Томас Вонг                        | 25 березня 2025         |
| 7       | «Мистецтво заради мистецтва» «Art for Art's Sake» | Девід Бойд                    | Джилл Бланкеншип                  | 1 квітня 2025           |
| 8       | «Острів радості» «Isle of Joy»                    | Аарон Мурхед і Джастин Бенсон | Джессі Вігатоу і Даріо Скардапейн | 8 квітня 2025           |
| 9       | «Прямо в пекло» «Straight to Hell»                | Аарон Мурхед і Джастин Бенсон | Хезер Беллсон і Даріо Скардапейн  | 15 квітня 2025          |

### Сезон 2
Другий сезон було підтверджено в серпні 2024 року. Він складатиметься з восьми епізодів. Скардапейн вернувся в якості шоураннера, а Бенсон і Мурхед — в якості режисерів. Зйомки пройдуть з кінця лютого по липень 2025 року. Прем'єра сезону запланована на початок-середину 2026 року.

## Виробництво

### Сценарій
Ґрейнн Ґодфрі та Джилл Бланкеншип працюють над серіалом разом з Аїшей Портер-Крісті, Девідом Файґі, Девоном Кліґером, Томасом Вонґом і Закарі Райтером. Кокс вірив, що серіал буде похмурим, але не таким кривавим, як серіал Netflix, і хотів взяти те, що спрацювало в «Шибайголові», і розширити це для «Народженого наново», одночасно залучаючи молодшу аудиторію. Файґі зазначив, що Marvel Studios сподівалася поекспериментувати із «самодостатніми» епізодами серіалу, на відміну від деяких із серіалів Четвертої фази, в яких велика історія була поділена на різні епізоди.

### Знімання
Куеста зрежисує перший епізод серіалу. Основні зйомки серіалу розпочалися 6 березня 2023 року в Нью-Йорку під робочою назвою «Out the Kitchen». Знімання проходили в Йонкерсі біля мерії міста з 7 по 10 березня. Їхнє завершення очікується ближче до 15 листопада 2023.

## Прем'єра
Прем'єра серіалу «Шибайголова: Народжений наново» очікується у 2025 році на Disney+ та має складатися з двох частин по дев'ять епізодів. Серіал стане частиною п'ятої фази КВМ.